# Maksymilian Adam Szklorz
Maksymilian Adam Szklorz (ur. 1959) – polski duchowny adwentystyczny, skarbnik Kościoła Adwentystów Dnia Siódmego w RP.

## Życiorys
W latach 1974–1978 studiował w Seminarium Duchownym Kościoła Adwentystów Dnia Siódmego w Podkowie Leśnej. W 1980 rozpoczął pracę w Kościele Adwentystów Dnia Siódmego jako młodszy duchowny w Sosnowcu i Jaworznie. W latach 1985–1990 był skarbnikiem Diecezji Południowej, a następnie redaktorem Korespondencyjnego Kursu Biblijnego przekształconego następnie w Korespondencyjną Szkołę Biblijną w Bielsku-Białej. Od 1993 piastował nieprzerwanie urząd skarbnika Kościoła Adwentystów Dnia Siódmego w RP (wybierany był ponownie w latach 1998, 2003, 2008, 2013 i 2018). Był członkiem Zarządu i Rady Kościoła Adwentystów Dnia Siódmego w RP. Od 1997 piastował również funkcję wiceprzewodniczącego Rady Chrześcijańskiej Służby Charytatywnej.